# Aérodrome de Gaua
L'aérodrome de Gaua est un aéroport situé au Vanuatu. Il est desservi par la compagnie Air Vanuatu.

## Situation
| Gaua Santo-Pekoa Port-Vila Anatom Aniwa Craig Cove Dillon's Bay Futuna Ipota Lamen Bay Longana Lonorore Maewo-Naone Malekoula Mota Lava Norsup Olpoi Paama Palikulo Bay Port Havannah Redcliffe Sara Siwo South West Bay Tongoa Torres Ulei Valesdir Vanua Lava Walaha Whitegrass |